# UFC Fight Night: Hermansson vs. Strickland
 UFC Fight Night: Hermansson vs. Strickland (conosciuto anche come UFC Fight Night 200, oppure UFC on ESPN+ 58, o anche UFC Vegas 47)  è stato un evento di arti marziali miste tenuto dalla Ultimate Fighting Championship il 5 febbraio 2022 all’UFC APEX di Las Vegas, negli Stati Uniti.

## Risultati
|                  | Divisione             |                   |                 |                      | Metodo                                      | Round           | Tempo           | Premio          |
| Card Principale  | Card Principale       | Card Principale   | Card Principale | Card Principale      | Card Principale                             | Card Principale | Card Principale | Card Principale |
| ---------------- | --------------------- | ----------------- | --------------- | -------------------- | ------------------------------------------- | --------------- | --------------- | --------------- |
|                  | Pesi medi             | Sean Strickland   | batte           | Jack Hermansson      | Decisione non unanime (49–46, 47–48, 49–46) | 5               | 5:00            |                 |
|                  | Pesi medi             | Nick Maximov      | batte           | Punahele Soriano     | Decisione non unanime (28–29, 30–27, 29–28) | 3               | 5:00            |                 |
|                  | Pesi welter           | Shavkat Rakhmonov | batte           | Carlston Harris      | KO (spinning hook kick e pugni)             | 1               | 4:10            | POTN            |
|                  | Pesi mediomassimi     | Brendan Allen     | batte           | Sam Alvey            | Sottomissione (rear-maked choke)            | 2               | 2:10            |                 |
|                  | Pesi medi             | Bryan Battle      | batte           | Tresean Gore         | Decisione unanime (29–28, 29–28, 29–28)     | 3               | 5:00            |                 |
|                  | Catchweight (149 lbs) | Julian Erosa      | batte           | Steven Peterson      | Decisione non unanime (28–29, 29–28, 29–28) | 3               | 5:00            | FOTN            |
| Card Preliminare |                       |                   |                 |                      |                                             |                 |                 |                 |
|                  | Pesi gallo            | John Castañeda    | batte           | Miles Johns          | Sottomissione tecnica (arm-triangle choke)  | 3               | 1:38            |                 |
|                  | Pesi piuma            | Hakeem Dawodu     | batte           | Michael Trizano      | Decisione unanime (30–27, 30–27, 30–27)     | 3               | 5:00            |                 |
|                  | Pesi medi             | Chidi Njokuani    | batte           | Marc-André Barriault | KO (pugni)                                  | 1               | 0:16            | POTN            |
|                  | Pesi gallo femminili  | Alexis Davis      | batte           | Julija Stoliarenko   | Decisione unanime (29–27, 29–27, 30–27)     | 3               | 5:00            |                 |
|                  | Pesi mediomassimi     | Jailton Almeida   | batte           | Danilo Marques       | KO tecnico (pugni)                          | 1               | 2:57            |                 |
|                  | Pesi welter           | Philip Rowe       | batte           | Jason Witt           | KO tecnico (pugni)                          | 2               | 2:15            |                 |
|                  | Pesi mosca            | Malcolm Gordon    | batte           | Denys Bondar         | KO tecnico (infortunio al braccio)          | 1               | 1:22            |                 |

## Premi
I lottatori premiati ricevettero un bonus di 50.000 dollari.
Legenda:
- FOTN: Fight of the Night (vengono premiati entrambi gli atleti per il miglior incontro dell'evento)
- POTN: Performance of the Night (viene premiato il vincitore per la migliore performance dell'evento)